# Берзервелд
Берзервелд (нід. Beerzerveld) — село в нідерландській провінції Оверейсел. Входить до муніципалітету Оммен.
Його площа становить 0,22 км², а населення станом на 2021 рік складало 520 осіб.
Перша згадка про населений пункт датується 1860 роком.

## Галерея

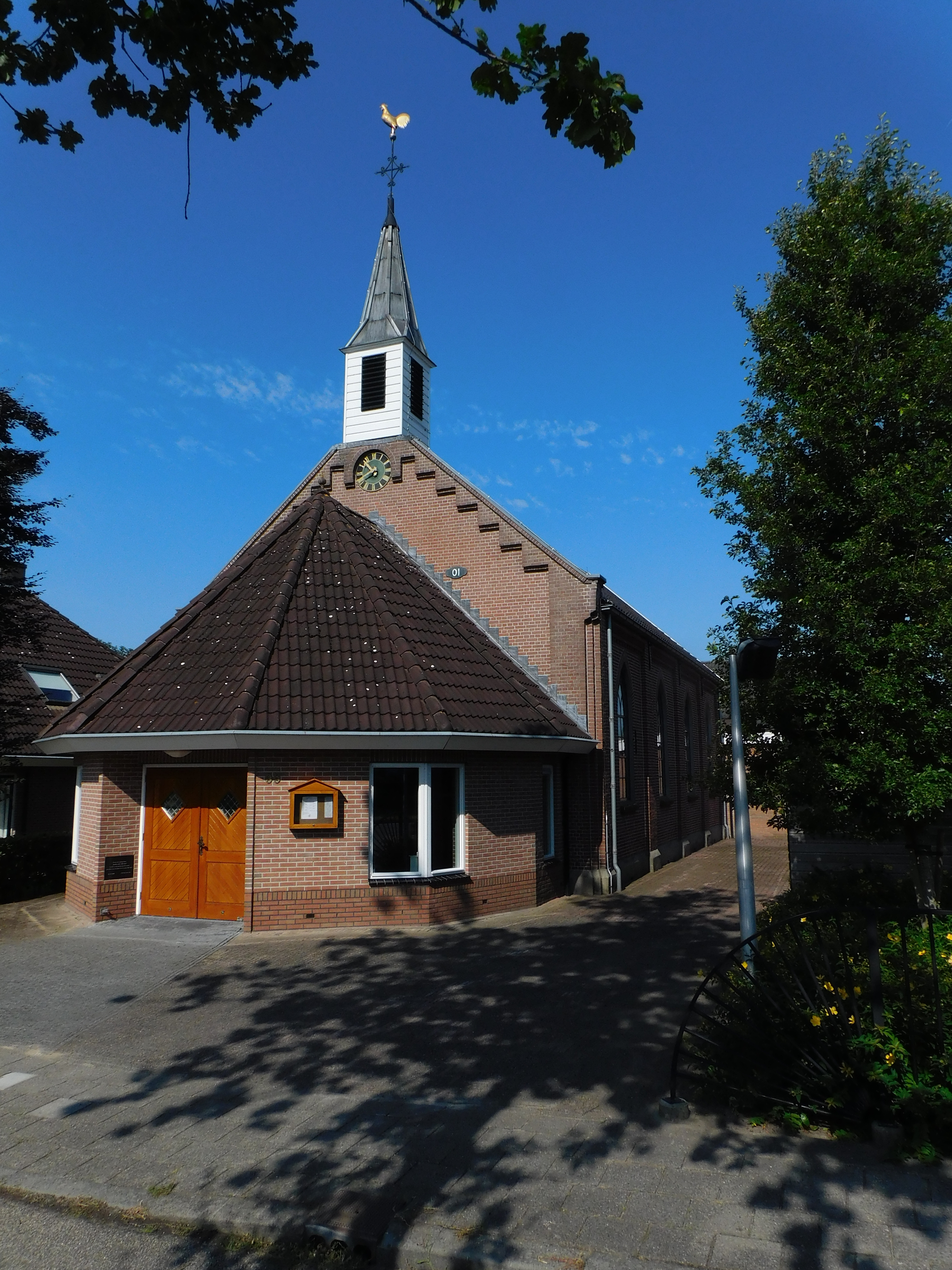
Церква у Берзервелді